# Evinnerlig är mitt hopp till Gud
Evinnerlig är mitt hopp till Gud är en begravningspsalm skriven av riddaren Erik Fleming. Fleming har genom versernas första bokstäver utrönt sin identitet. Vers 1. E, vers 2. ric, vers 3. Fle, vers 4. ming, vers 5. rid och vers 6. der (derföre), som bildar orden Eric Fleming ridder.

## Publicerad i
- Vingaardstryck från 1550-talet med dansk text.
- Tilläggshäftet till 1572 års psalmbok.
- Den svenska psalmboken 1586.
- Uppsalapsalmboken under rubriken "Beredelse Psalmer emot Dödhen".[2]
- Göteborgspsalmboken 1650 under rubriken "Om Döden och Domen".[3]
- Den svenska psalmboken 1694 som nummer 447 under rubriken "Död- och Begrafnings Psalmer".
- 1695 års psalmbok som nummer 382 under rubriken "Dödz- och Begrafningz-Psalmer".[1]